# Cundere

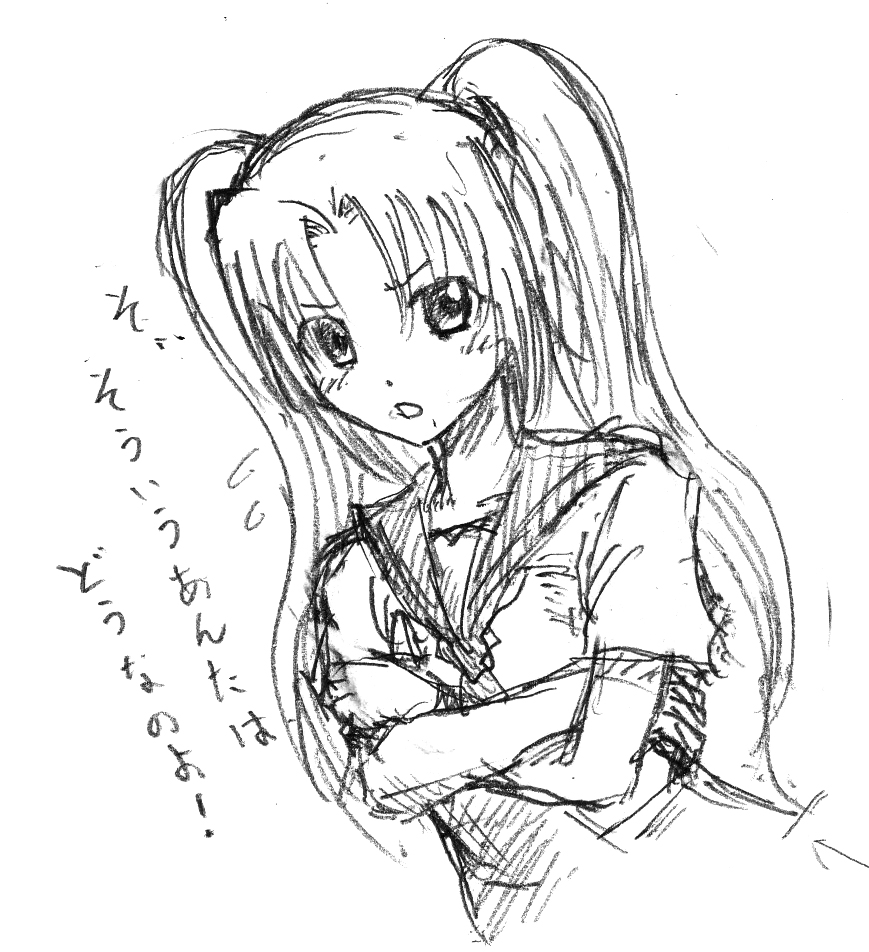
Typický příklad cundere

Cundere (japonsky ツンデレ, vyslovováno [t͡sɯ̥ndeɾe]IPA) je japonský termín označující postavu, jež zpočátku působí uštěpačně až nepřátelsky, postupně však odhaluje svou vřelejší a přátelštější stránku.
Termín vznikl spojením dvou slov cuncun (ツンツン), v překladu uštěpačný, odtažitý či mrzutý, a deredere (でれでれ), znamenající láskou poblázněný. Původně se objevoval v bišódžo videohrách, od té doby se jeho používání rozšířilo a je součástí slangu moe komunity otaku. Cundere bylo zpopularizováno vizuálním románem Kimi ga nozomu eien.